# Холменколен (шанца)
Вижте пояснителната страница за други значения на Холменколен.
| Данни на шанцата      | Данни на шанцата                    |
| --------------------- | ----------------------------------- |
| Размер на шанцата     | 134 m                               |
| Калкулационна точка   | 120 m                               |
| Рекорд                | 141 m (Андреас Кофлер, 5 март 2011) |
| Рекорд на жените      | 134 m (Сара Таканаши, 17 март 2013) |
| Височина              |                                     |
| Дължина на спускането | 90,35 m                             |
| Наклон на спускането  | 36°                                 |
| Дължина на таблата    | 6,6 m                               |
| Наклон на таблата     | 11°                                 |
| Височина на таблата   | 3 m                                 |
| Скорост               | 94,7 km/h                           |
| Наклон на отскока     | 33,2°                               |

Шанцата Холменколен (на норвежки: Holmenkollbakken) е шанца в Холменколен, Осло, Норвегия. 

## История
Първото състезание на шанцата се провежда на 31 януари 1892 г. Пред 20 000 души победителят скача на разстояние от 22,5 метра. 
До 1904 г. таблата за отскок се състои от клони и сняг. Тогава е заменена от каменна конструкция. През 1914 г. е построена дървена стая, от която скачачите се спускат. През 1927 г. постройката се разпада и през годините до 1930 е построена нова, която е готова за световното първенство същата година. 40-метровата кула е бетонирана през 1939 г. Тогава е направен и първият скок с дължина от 60 метра. 
Втората световна война прекратява състезанията. На първото състезание след войната присъстват 106 000 зрители. На шанцата се провеждат ски скоковете на олимпийските игри през 1952 г. Тъй като от 1962 г. се провеждат състезания на голяма и малка шанца, за световното първенство през 1966 г. на около 500 метра от шанцата е построена малката шанца Мидстю. Съоръженията са подновени отново за световното първенство през 1982 г. и отново през 1992 г. 
През 2008 г. шанцата е съборена, за да бъде построена нова, по-модерна. 

## Технически данни
Шанцата е с хилсайз HS134 и калкулационна точка 120. Рампата за отскок е защитена от вятър с помощта на ограда с височина около 10 метра, която спира около половината от ветровете. Стадионът разполага с 20 000 седящи места и 10 000 места за правостоящи. 